# 放物面鏡

放物面鏡の模式図

放物面鏡（ほうぶつめんきょう、英語: Parabolic reflector）は、凹面鏡の一種で内側が放物線の回転体である放物面の鏡。
凸レンズと同様に平行に入射した光は焦点に集まるので反射望遠鏡の対物鏡（主鏡）や太陽炉やサーチライト等に使用される。